# IL2RA
زنجیرهٔ آلفای گیرندهٔ اینترلوکین ۲ (انگلیسی: Interleukin-2 receptor alpha chain) یا به‌اختصار «IL2RA»، که با نام «CD25» هم شناخته می‌شود، یک پروتئین است که در انسان توسط ژن «IL2RA» کُد می‌شود.
این مولکول پروتئینی در بسیاری از سرطان‌های حاد خون غیر لنفوسیتی، نوروبلاستوما و ماستوسیتوز بیان می‌شود.

## اهمیت بالینی

### بیماری شاگاس
در انسان، آلودگی با نوعی تک‌یاخته‌ای به نام «تریپانوزوم کروزی» موجب بروز بیماری شاگاس می‌شود. در این بیماری بیان ژنی و تولید IL2RA کاهش می‌یابد و این موضوع، باعث می‌شود که قدرت دفاعی بدن تدریجاً کاهش یابد و در صورت عدم درمان، منجر به مرگ مبتلایان خواهد شد.

### بیماری ام‌اس
داروی داکلیزاماب در درمان ام‌اس، IL2RA را هدف قرار داده و آنرا بلوکه می‌کند.